# Army Men
Army Men sind Miniatur-Plastiksoldaten, die erstmals in den 1950er Jahren erschienen, sowie eine Serie von Computerspielen.

## Figuren

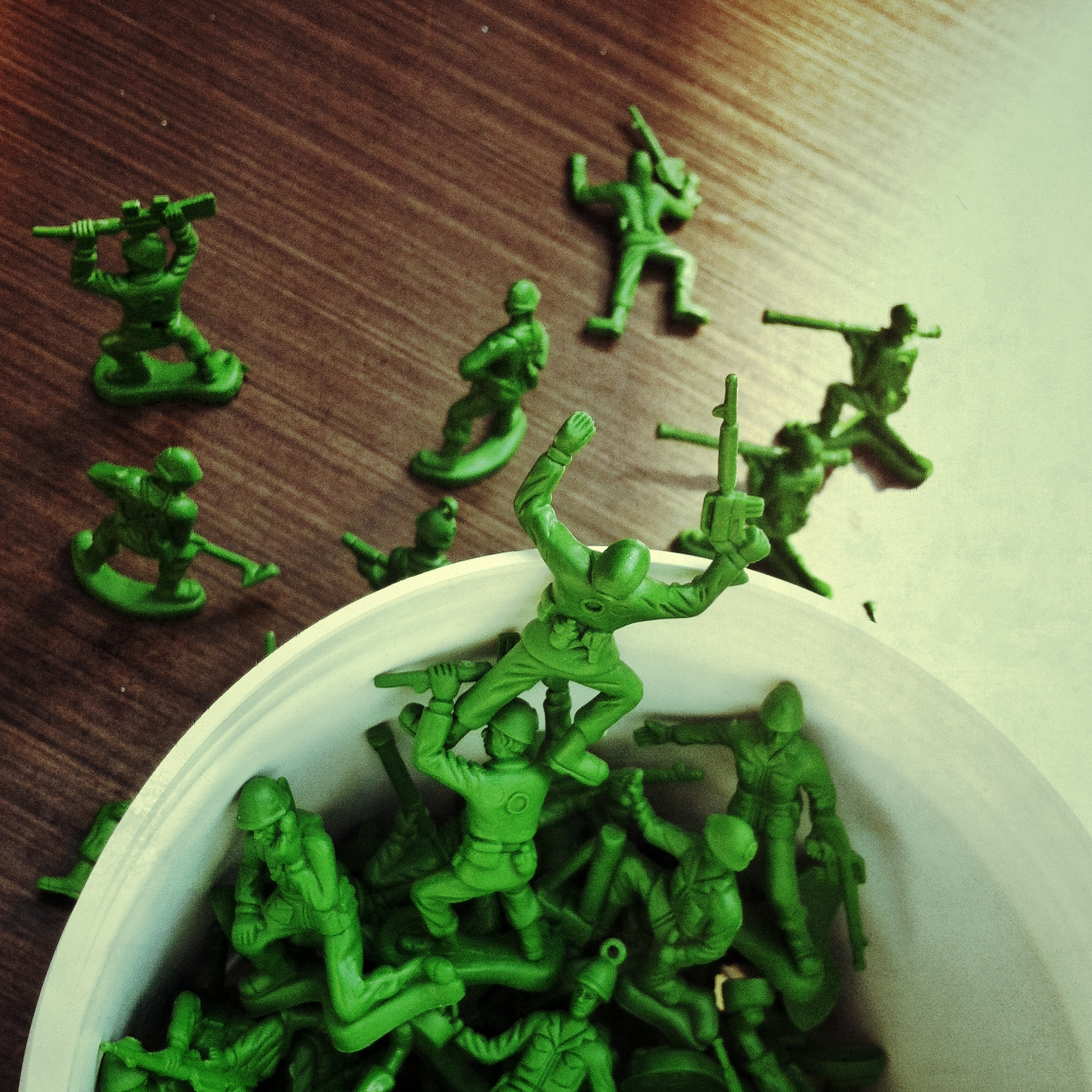
Army Men

Die Figuren wurden ab den 1950er-Jahren von verschiedenen Unternehmen, u. a. von Louis Marx and Company und später Airfix hergestellt. Sie sind etwa 54 mm groß und sind in verschiedenen Farben erhältlich, meist grün und anderen Tarnfarben. Heutzutage werden sie größtenteils in China hergestellt.

## Computerspiele

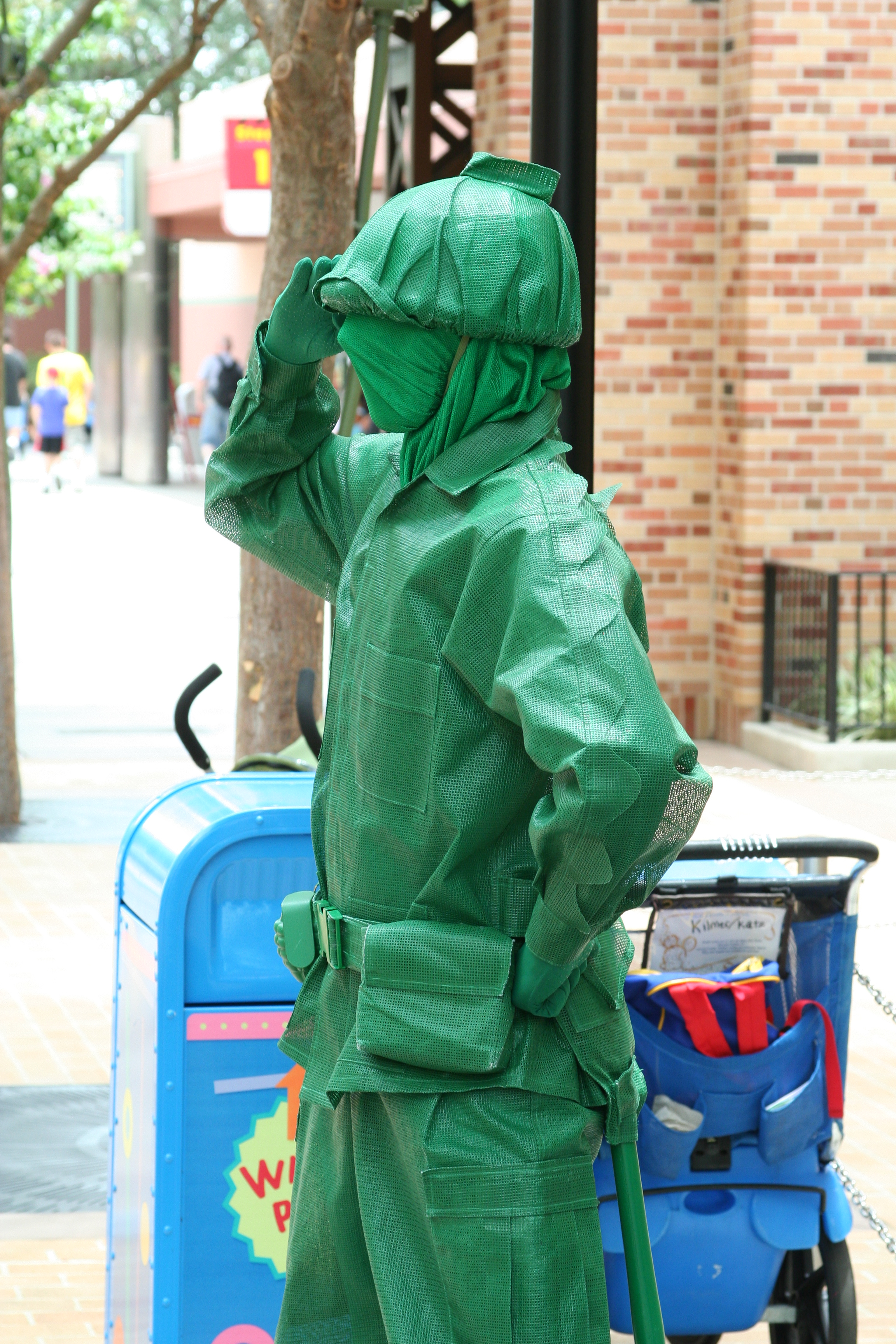
Lebende Statue mit Army-Man-Kostüm

Bei Army Men handelt es sich um eine 22-teilige Computerspiel-Serie, die 1998 ursprünglich von der US-Firma The 3DO Company entwickelt wurde.
Während die Army-Men-Reihe mit ihren unzähligen Ablegern in der Presse eher schlechte Wertungen bekam, war die Fangemeinde der Spiele mit den grünen Plastiksoldaten sehr groß. Die Spiele sind meist eine Mischung aus Strategie- und Actionspielen, später oft Third-Person-Shooter, wobei manche Spiele auch zu den Flug- bzw. Helikoptersimulationen zählen.
In den Spielen, die für PlayStation 1 und 2 und für Nintendos N64 und Game Boy erschienen sind, geht es um die Armee von Sarge, kleinen grünen Plastiksoldaten, die in Kühlschränken, Fernsehern, auf Billard-Tischen und noch vielem mehr gegen blaue, graue und braune Armeen kämpfen.
Nach der Pleite des ehemaligen Entwicklers 3DO wurde die Lizenz an den Publisher Take 2 Interactive verkauft, welcher bisher nur einen neuen Ableger der Serie für PS2, Nintendo GameCube, PC und Xbox veröffentlicht hat: Army Men: Sarge's War.
| Kürzel | System         | Kürzel | System         | Kürzel | System            |
| ------ | -------------- | ------ | -------------- | ------ | ----------------- |
| DC     | Sega Dreamcast | GBC    | Game Boy Color | N64    | Nintendo 64       |
| PS1    | PlayStation    | PS2    | PlayStation 2  | WIN    | Microsoft Windows |

| Jahr | Titel                                | Genre                                                 | Plattformen        | Metascore |
| ---- | ------------------------------------ | ----------------------------------------------------- | ------------------ | --------- |
| 1998 | Army Men                             | Echtzeit-Taktikspiel                                  | GBC, WIN           |           |
| 1999 | Army Men II                          | Echtzeit-Taktikspiel                                  | GBC, WIN           |           |
| 1999 | Army Men 3D                          | Third-Person-Shooter                                  | PS1                |           |
| 1999 | Army Men: Sarge's Heroes             | Third-Person-Shooter                                  | DC, N64, PS1, WIN  | 60        |
| 1999 | Army Men: Toys in Space              | Echtzeit-Taktikspiel                                  | WIN                |           |
| 1999 | Army Men: Air Attack                 | Third-Person-Shooter                                  | GBC, N64, PS1, WIN |           |
| 2000 | Army Men: World War                  | Third-Person-Shooter (PS1) Echtzeit-Taktikspiel (WIN) | PS1, WIN           | 50        |
| 2000 | Army Men: Air Tactics                | Echtzeit-Taktikspiel                                  | WIN                |           |
| 2000 | Army Men: World War - Land, Sea, Air | Third-Person-Shooter                                  | PS1                | 35        |
| 2000 | Army Men: Sarge's Heroes 2           | Third-Person-Shooter                                  | GBC, N64, PS1, PS2 | 48        |

## Andere Medien
Die Figuren erschienen 1995 im Film Toy Story sowie nachfolgend in den Fortsetzungen Toy Story 2, Toy Story 3 und A Toy Story: Alles hört auf kein Kommando.